# 赞普
赞普（藏語：བཙན་པོ་，威利转写：bTsan Po，THL：tsenpo），全称圣神赞普（འཕྲུལ་གྱི་ལྷ་བཙན་པོ་），是吐蕃统治者的头衔，为吐蕃的最高领袖。
根据《贤者喜宴》记载，赞普一词最早可以追溯到吐蕃第一代君主聂赤赞普在位期间，后来被历代吐蕃最高统治者沿用。《新唐书·吐蕃传》记载“其俗谓雄强曰赞，丈夫曰普，故号君长曰赞普。”而根据学者王尧的研究认为，在古代，“བཙན་”是原始苯教崇拜的精灵，后来转为统治者的自称，以示崇巍。今日的“བཙན”一词有“凶神”、“坚固”、“严厉”之意。“赞普”一词在藏语中也可以当做形容词来用，意思是“强悍、强烈、猛烈”。
与“赞普”相对的是“赞蒙”（བཙན་མོ་）一词，赞蒙是对赞普妻室的尊称。